# 정발 (1553년)
정발(鄭撥, 1553년~1592년 5월 23일(음력 4월 13일))은 조선 중기의 무신이다.1579년(선조 12년) 무과에 급제해 해남현감, 거제현령, 북정원수 종사관, 거제현령, 비변사낭관, 위원군수, 훈련원첨정, 사복시첨정 등을 지내고 임진왜란 당시의 벼슬이 정3품 행 절충장군 경상좌도 부산진 수군첨절제사에 이르렀다.
1592년(선조 25년) 4월 사냥 중 일본군의 침략 소식을 접하고 임진왜란 초기에 벌어진 부산진 전투에서 분전하던 중 왜군의 총에 맞고 전사하였다. 사후 증 병조판서에 증직되고 불천위(不遷位)에 지정되었으며 뒤에 의정부좌찬성겸 의금부판사에 추증되었다.
그는 임진왜란 개전 초기, 일본군의 침략을 가장 처음 목격하였다. 본관은 경주(慶州)이고, 자(字)는 자고(子固) 또는 자주(子周), 호는 백운(白雲), 시호는 충장(忠壯)이다. 별칭은 흑의장군이다. 

## 활동/업적

### 생애 초반

#### 출생과 가계
백운 정발은 1553년(명종 8년) 경기도 연천군 미산면 광동리 너븐골에서 할아버지는 돈녕부도정(敦寧府都正)을 지낸 정세현(鄭世賢), 양조부는 군수(郡守) 정세호(鄭世豪)이고, 군수를 지낸 아버지 정명선(鄭明善)과 어머니 남궁씨(南宮氏)의 아들로 태어났다. 그의 선조는 고려왕조 때 군기감윤(軍器監尹)을 지낸 정진후(鄭珍厚)의 후손으로 그 뒤 고려말, 조선초 태조 이성계의 인척이기도 한 정희계(鄭熙啓)가 조선의 개국공신으로 의정부찬성사(議政府贊成事)와 좌의정을 지내고 계림부원군(鷄林府院君)을 지냈다. 정희계는 그의 6대조이다. 고조부 정지례(鄭之禮)는 한성부 판윤(漢城府判尹)을 지냈으며, 증조부 정수덕의 묘를 연천에 쓰게 되면서 연천에 정착하였다. 정수덕의 아들은 군수 정세호(鄭世豪)와 돈녕부도정을 지낸 정세현(鄭世賢)이 있었다.
아버지 정명선은 원래 정세현의 아들이었는데 후사가 없는 큰아버지 정세호의 양자가 되었다. 아버지 명선은 간성군수(干城郡守)를 지냈고, 어머니 남궁씨는 관찰사(觀察使) 남궁숙(南宮淑)의 딸이다.
정발은 어릴 때부터 독서를 즐겨 했고, 과묵하여 선비의 풍모가 완연하였다. 특히 소학(小學)에서 얻은 바가 많고, 자라면서 그 형과 같이 독행인(篤行人)으로 뽑혔다 하니 그 행실이 얼마나 돈독하였는가를 짐작해 볼 수 있다. 약관(弱冠)에 이미 사서(四書)와 오경(五經)을 통독하였으며, 아울러 손오병법(孫吳兵法)에도 통달하였다.

#### 관료 생활
1579년(선조 12년) 무과(武科)에 급제해 선전관(宣傳官)이 되고, 외직인 해남현감·거제현령이 되었다. 이어 북변 종성(鐘城)에 여진족의 침략으로 북정원수(元帥)를 임명하자 원수의 종사관으로 임명되어 여진족 토벌에 출정하였다. 1589년에는 국경을 월경한 야인 자피선(者皮船)을 활로 쏘아 죽이기도 했다.
이후 여러 벼슬을 거쳐 거제현령(巨濟縣令)으로 나갔다가 내직으로 돌아와 비변사의 낭관이 되었다가 다시 외직인 위원군수로 나갔다. 1589년(선조 22년) 비변사에서 무인을 불차 채용할 때 강섬(姜暹)의 천거로 훈련원부정이 되었다가 사복시첨정(司僕寺僉正)으로 전임되었다. 그해 변방을 침략하는 여진족을 화살로 쏘아 죽이자, 살아남은 여진족은 자피선(者皮船)을 타고 도주했다. 그 뒤 사복시 내승을 거쳐 1592년(선조 25년) 정3품 절충장군(折衝將軍)으로 승진하여 종3품직인 부산진수군첨절제사가 되었다.

### 임진왜란

#### 전란 직전과 휴양
노모가 생존해 있었으나 부산진 첨사로 나가면서 늙고 병들었던 어머니에게 허락을 청했다. 이에 어머니 남궁씨(南宮氏)는 아들의 등을 쓰다듬으며 충 속에 효가 들어 있다면서 자신의 걱정을 하지 말고 나라를 위하여 싸우라며 독려하였다.
1592년(선조 25년) 4월 일본군이 조선을 침공하였다. 당시 절영도(絶影島)에서 사냥하다가 이를 지켜본 그는 조공하러 오는 왜라 여겼다. 그러나 왜군들은 공격을 자행했고, 그는 긴급히 부산진으로 돌아갔다. 그는 포구에 정박해있던 왜군 평의지(平義智)에게 찾아가 조선에 온 목적을 물었고, 평의지는 글로 그에게 길을 빌린다고 답했다. 심상치 않다고 본 그는 급히 전령을 비밀리에 보냈다.
1592년(선조 25년) 4월 임진왜란때 벌어진 첫 전투인 부산진 전투에서 부산진수군첨절제사로 고니시 유키나가(小西行長)가 이끄는 일본군의 기습공격에 정규군 800여명, 백성 2200여명과 함께 맞서 싸우던 중 왜군의 총탄에 맞아 전사하였다. 그리고 부산성이 함락되었다. 그는 검은 옷을 입고 있어서 흑의장군으로 불렸다.
고니시는 그에게 '명을 치러 가는 길을 열어주면 해치지 않겠다'고 회유하였다. 그러나 그는 '죽음이 있을지언정 길을 비켜줄수 없다'며 거절하였다. 정발은 최후의 일각까지 싸우다가 죽을 각오를 하고 더욱 사졸을 격려하며 자신도 분전하였다. 그러나 왜군 1만 8700명과 싸우기는 역부족이었으며, 왜군 중 일부가 북쪽의 허술한 곳을 넘어 성안으로 쳐들어와 패전했다.

일본 에도시대 문학 《회본태합기》에 그려진 부산진 전투 모습
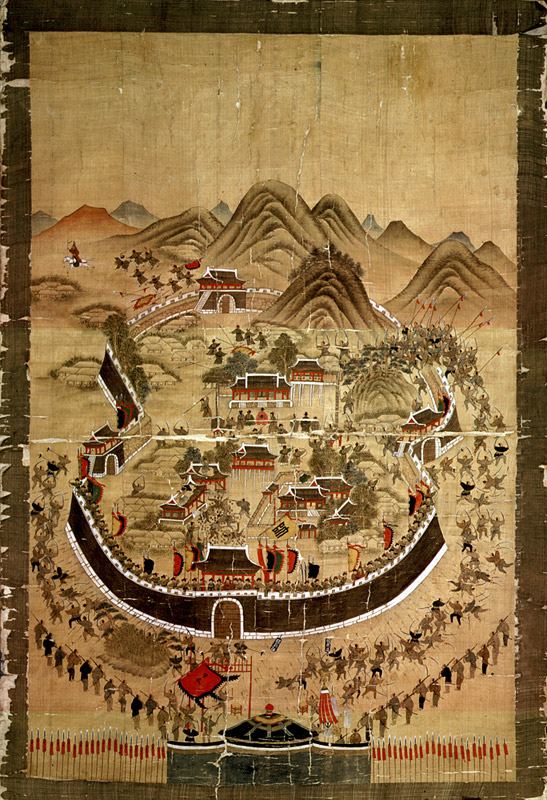
동래부순절도
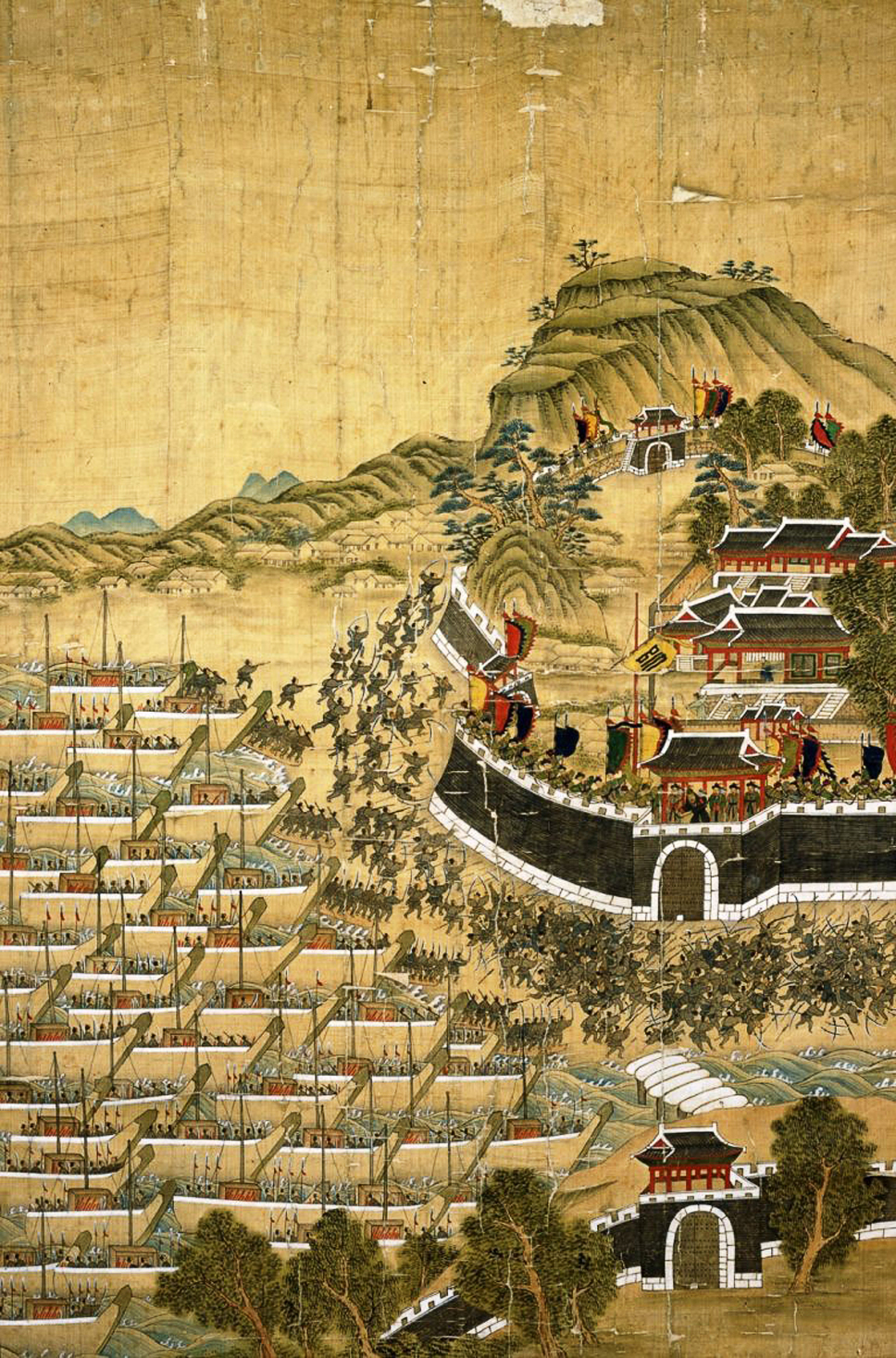
부산진 전투 전황도

#### 부산진 전투와 전사
4월 13일 고니시 유키나가(小西行長)가 이끄는 선발대군 18700명이 탄 칠백여 척의 선박이 쓰시마를 출항 부산진 앞바다에 몰려왔다. 당시 부산진성에 있던 수군첨절제사 정발은 천여 명의 병력과 방어하고 있었다.
일본군의 조총부대 상륙하여, 부산진성 서문 앞에서 성안에 사격을 퍼부어 성벽을 수비하던 군사들을 사살하고 성으로 잠입했다. 1천 군사를 이끌고 성안에서 백병전을 전개하던 중 적이 쏜 총탄에 맞고 전사하였다. 성이 함락되기 직전 부하들이 그에게 피난을 권고하자 그는 거절한다.
| “ | 남아가 세상에 나서 마땅히 전쟁터에서 죽을 뿐이지 구차하게 도망하여 목숨을 건지겠느냐. 나는 이 성의 귀신이 될 것이다. | ” |

당시 그의 나이 향년 39세였다. 선조는 그를 의심하여 1592년 8월 7일, 11월 25일 사람을 시켜 확인하게 했다. 
그의 시신을 찾지 못했으므로 일각에서는 그가 송상현과 함께 일본군에 투항하여 일본군 장수가 되었다는 루머가 퍼지기도 했다.
그 뒤 그의 애마(愛馬)인 용상(龍嘗)이 투구와 갑옷을 생가까지 물고 달려왔다. 사후 시신을 찾지 못하여 투구와 갑옷으로 경기도 연천군 마전면 백석리 새릉에 의관장(衣冠葬)으로 장례를 치렀다. 이후 그의 후손들은 연천군 마전과 적성현 일대에 정착하게 되었다. 부산광역시 동구 초량동의 초량역 근처에 동상이 설치되어 있다.
경기도 연천군 미산면 백석리 산에 안장되었다. 임란이 끝나고 그의 생가가 있던 광동리 너븐골 근처에는 조정에서 내린 불천위(不遷位)의 은전으로 별묘(別廟)가 건립되고, 광동리 마을 입구에는 충신정려문이 세워졌으나 6ㆍ25 전쟁 무렵 모두 불에 소실되었다.

### 사후

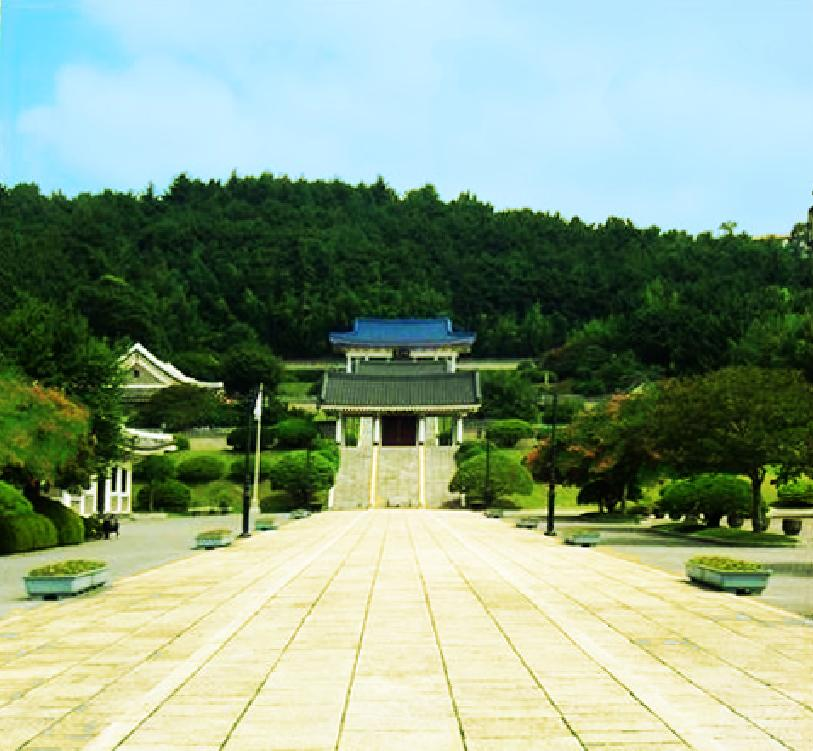
동래 충렬사

선조는 그가 전사했는지 의심했고, 1593년에 조선에 온 명나라 파견군 경략 1명도 정발의 전사 사실을 의심하였다. 그러나 목격자들의 진술로 전사가 인저정되었다. 사후 1615년(광해군 7년) 이순신, 원균, 이억기와 함께 충신 대열에 들어 충신록에 수록되었다.
정발의 용전사실은 왜란이 끝난후 통신사(通信使:조선시대에 일본으로 보내던 사신)로 일본에 갔던 황 신(黃愼)이 왜군 평조신(平調信)으로부터 무용(武勇:싸움에서 용맹스러움.무예와 용맹)을 극찬하는 회고담을 듣고 돌아와 조정에 알려져 뒤늦게 증 자헌대부 병조판서에 증직되었다가 뒤에 다시 1681년(숙종 7년) 증직된 관작이 낮다는 동래 부사(東萊府使) 조세환(趙世煥)의 상소로 증 숭정대부 의정부좌찬성겸 판의금부사에 추증되었고 동래의 안락서원(安樂書院)에 배향되었다. 1686년(숙종 12년) 충장의 시호가 내려졌다.
비문은 숙종 때 송시열이 지었으나 유실되었고, 1982년에 후손들이 다시 비를 세웠다. 1683년(숙종 9) 미산면 백석리 묘소로 가는 길 입구에 정려문이 세워지기도 하였으나 한국전쟁 때 화재로 전소되었다.
1722년(경종 3년) 그의 4대손 정인중(鄭麟重)이 임인옥사에 연루되어 처형당했다. 그 뒤 영조 즉위 후 1744년(영조 20년) 경기도 암행어사 임상원(林象元)이 그의 첩의 순절 사실을 조정에 보고하여 정표가 내려졌다.
경기 어사(京畿御史) 임상원(林象元)에게 입시할 것을 명하여 수령의 현부(賢否)를 묻고 그 별단(別單)은 비국에 내려 품처하게 하였다. 임상원이 고 충신(忠臣) 부산 첨사(釜山僉使) 정발(鄭撥)의 자손이 바야흐로 마전군(麻田郡)에 있는데, 그 첩(妾)이 따라서 순절(殉節)한 것을 미처 정표(旌表)하지 못하였으니, 마땅히 작설(綽楔)의 은전(恩典)으로써 포양하기를 송상현(宋象賢)의 예(例)와 같이 할 것을 청하자, 그대로 허락하였다.

1766년(영조 42년) 부산첨사 이광국(李光國)은 그의 순절지(殉節地)인 당시의 부산진성의 남문자리에 정공단을 설치하고 이후 부산 주민들은 매년 4월 14일 그를 추모하는 제를 올렸다. 1761년(영조 37)에는 경상좌수사 박재하(朴載河)가 정공단 근처에 정발 장군 전망비(부산광역시 기념물 제64호)를 세웠다.
후대에 충장의 시호가 내려졌고, 경기도 마전군 동면 백석리(현 연천군 미산면 백석리 산34)에 안장되었다. 그의 묘소는 1979년 9월 3일 경기도의 기념물 제51호로 지정되었다.

## 가족 관계
- 조부 정세현(鄭世賢)
- 부(父) 정명선(鄭明善, 1517년 - 1566년)
- 모(母) 남궁씨 : 정발 장군의 모친은 관찰사(觀察使) 남궁숙(南宮淑)의 딸이다. 아들이 어릴때부터 기개가 남달라 당시 아이들을 글만 가르쳤으나 모친은 아들의 기백을 보고 글도 가르치고 무예연마에도 아울러 가르쳤다. 그가 흑의장군으로 유명한 것은 모친이 직접 아들의 갑옷을 만들어 주었는데 물소의 가죽을 구하여 화살이 뚫지 못하도록 바느질 하여 입혔다는 일화가 현모전에 있다.
- 부인 풍천임씨(豊川任氏)
- 아들 정흔(鄭昕)
- 첩 애향(기생 출신, 1575년 - 1592년)

## 관련 인물

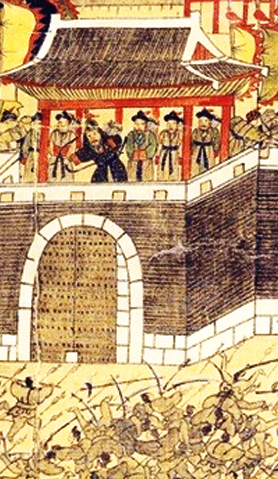
부산진 전투 당시 흑갑옷을 입은 흑의장군 정발

- 애첩 애향
- 이정헌
- 송상현

## 기타
그의 묘소 근처인 연천군 백학면 두일리에는 역시 임진왜란 때 전사한 박진의 묘가 있다.
1709년(숙종 35년) 권이진(權以鎭)에 그의 순절 장면인 부산진순절도(釜山鎭殉節圖)가 그려졌다. 부산진 순절도는 보물 제391호로 지정되어 현재 육군 박물관에 소장되어 있다.
부산시에서는 장군의 애국충절의 정신을 받들기 위해 1977년 3월 동구 초량3동 1148번지에 동상을 건립하였다.

## 미디어에서
- 불멸의 이순신 - 이새벽
- 징비록 - 김홍표

## 같이 보기
| - 임진왜란 - 동래성 전투 - 부산진 전투 - 송상현 - 박진 - 정기원 - 정희계 | - 고니시 유키나가 - 밀양성 전투 - 사야가 - 윤흥인 |